# Пјани-Чапин (Империја)
Пјани-Чапин је насеље у Италији у округу Империја, региону Лигурија.
Према процени из 2011. у насељу је живело 303 становника. Насеље се налази на надморској висини од 46 м.